# Otto Krauske
Otto Krauske (* 16. Oktober 1859 in Potsdam; † 8. August 1930 in Königsberg i. Pr.) war ein deutscher Historiker und Hochschullehrer an der Georg-August-Universität Göttingen und der Albertus-Universität Königsberg.

## Leben
Krauskes Eltern waren der Potsdamer Apotheker Friedrich Krauske und seine Ehefrau Ottilie geb. Dippold. Früh verlor er seinen Vater. Er besuchte das Gymnasium in Potsdam und studierte Geschichte an der Ruprecht-Karls-Universität Heidelberg (1879) und der Friedrich-Wilhelms-Universität zu Berlin (1880). Tief beeindruckt war er von Leopold von Ranke, einem Schüler von Johann Gustav Droysen, Heinrich von Treitschke, Reinhold Koser und Gustav von Schmoller.
Er promovierte 1884 zum Dr. phil. Mit Schmoller und Koser arbeitete er im Auftrag der Historischen Kommission der Königlich-Preußischen Akademie der Wissenschaften. Durch die Zusammenarbeit mit Schmoller über die Behördenorganisation und allgemeine Staatsverwaltung im 18. Jahrhundert verlegte Krauske sich auf den Gegenstand seiner wissenschaftlichen Lebensaufgabe, die Person des Königs Friedrich Wilhelm I.
Seit 1894 habilitierter Privatdozent in Berlin, wurde Krauske schon 1895 zum a.o. Professor für Geschichte an der Georg-August-Universität ernannt.
Die Albertus-Universität berief ihn 1902 als Nachfolger von Hans Prutz auf ihren Lehrstuhl für Geschichte.  1905 gab er die Briefe König Friedrich Wilhelms I. in den Acta Borussica heraus. Krauske lebte fortan ganz seinem Lehramt und trat nur noch mit einzelnen Aufsätzen hervor. Als Hochschullehrer höchst anregend und erfolgreich, erwies er sich als väterlicher Freund seiner Studenten. Über das bei Gelehrten bis dahin gewohnte Maß hinaus ging er mit Vorträgen in die Öffentlichkeit. Er gehörte seit 1902 dem Verein für die Geschichte von Ost- und Westpreußen an und wirkte nicht nur im wissenschaftlichen, sondern auch im administrativen Bereich. Für das akademische Jahr 1911/12 wurde er zum Rektor der Albertina gewählt. In seiner Rektoratsrede am 5. Mai 1912 widmete er sich Napoleon Bonapartes Russlandfeldzug 1812. Die Historische Kommission für ost- und westpreußische Landesforschung wählte ihn 1923 zu ihrem ersten Vorsitzenden.
Er litt schwer am Ausgang des Ersten Weltkriegs und seinen Folgen, zumal sie ihn auch durch die Begleitumstände seiner Entlassung 1925 hart trafen.

## Werke
- mit Reinhold Koser: Preußische Staatsschriften aus der Regierungszeit König Friedrichs II. A. Duncker, Berlin 1877–1892.
- Der Große Kurfürst und die protestantischen Ungarn. In: Historische Zeitschrift, 1887, 53, S. 465–496.
- III. Band der Staatsschriften Friedrichs des Großen. 1892.
- mit Heinrich von Sybel: Der Beginn des Siebenjährigen Kriegs. 1892.
- Acta Borussica, Band 1 und 2. 1894–1901.
- Der Regierungsantritt Friedrich Wilhelms I. In: Paul Seidel (Hrsg.): Hohenzollern-Jahrbuch. 1897, S. 71–118 (zlb.de).
- Königin Sophie Charlotte – Geboren 20./30. Oktober 1668. Gestorben 1. Februar 1705. In: Paul Seidel (Hrsg.): Hohenzollern-Jahrbuch. 1900, S. 110–126 (zlb.de).
- Vom Hofe Friedrich Wilhelms I. Berlin 1901.
- Macaulay und Carlyle. In: Historische Zeitschrift, 1909, 102, S. 31–56.
- Vom deutschen Kriege. Vortrag. Königsberg 1914.
- Hohenzollern und die Mark Brandenburg. Velhagen & Klasing, Bielefeld / Leipzig 1915.
- Der Gründer des deutschen Reichs: Bismarck 1. April 1815 – 1. April 1915. Königsberg 1915.
- Die Briefe König Friedrich Wilhelms I. an den Fürsten Leopold zu Anhalt-Dessau 1704–1740. Nachdruck. Frankfurt am Main 1987.

## Herausgeber
- mit Johann Gustav Droysen und Reinhold Koser: Preussische Staatsschriften aus der Regierungszeit König Friedrichs II.
- mit Gustav von Schmoller, Victor Loewe (1871–1933), Wilhelm Stolze (1876–1936) und Otto Hintze: Die Behördenorganisation und die allgemeine Staatsverwaltung Preussens im 18. Jahrhundert. Berlin 1894–1936.